# حكومة عبد الكريم قاسم
حكومة عبد الكريم قاسم هي الحكومة الوحيدة بعد ثورة 14 تموز 1958 وانتهاء العهد الملكي وحتى ثورة 8 شباط 1963 ومقتل رئيس الوزراء عبد الكريم قاسم.

## قائمة الوزراء
رئيس الوزراء هو عبد الكريم قاسم.
| الوزارة                 | الوزير                       | الملاحظات                                                                                               |
| ----------------------- | ---------------------------- | --- |
| نائب رئيس الوزراء       | العقيد الركن عبد السلام عارف | في المنصب حتى 30 أيلول 1958                                                                             |
| وزير الدفاع             | الزعيم الركن عبد الكريم قاسم | رئيس الوزراء ووزير الدفاع بالوكالة                                                                      |
| وزير الداخلية           | العقيد الركن عبد السلام عارف | في المنصب بالوكالة حتى 30 أيلول 1958                                                                    |
| وزير المالية            | السيد محمد حديد              | ثم شغل منصب وزير الإعمار ابتداء من 30 أيلول 1958 خلفا للسيد فؤاد الركابي                                |
| وزير الخارجية           | الدكتور عبد الجبار الجومرد   | - |
| وزير العدلية            | السيد مصطفى علي              | - |
| وزير الاقتصاد           | الدكتور إبراهيم كبة          | - |
| وزير المعارف            | الدكتور جابر عمر             | في المنصب حتى 30 أيلول 1958                                                                             |
| وزير الشؤون الاجتماعية  | الزعيم الركن ناجي طالب       | - |
| وزير المواصلات والأشغال | السيد بابا علي الشيخ محمود   | - |
| وزير الإرشاد            | السيد محمد صديق شنشل         | - |
| وزير الإعمار            | السيد فؤاد الركابي           | - |
| وزير الصحة              | الدكتور محمد صالح محمود      | - |
| وزير الزراعة            | السيد هديب الحاج حمود        | كذلك وكيل وزير الداخلية ثم شغل منصب وزير التربية والتعليم ابتداء من 30 أيلول 1958 خلفا للدكتور جابر عمر |

## التعديل الوزاري الأول
أجري التعديل الوزاري الأول في 30 أيلول 1958 وكانت الوزارة كما يلي:
| الوزارة                  | الوزير                       | الملاحظات                                                                                 |
| ------------------------ | ---------------------------- | ----------------------------------------------------------------------------------------- |
| وزير الدفاع              | الزعيم الركن عبد الكريم قاسم | رئيس الوزراء ووزير الدفاع بالوكالة                                                        |
| وزير الداخلية            | الزعيم الركن أحمد محمد يحيى  | -                                                                                         |
| وزير المالية             | السيد محمد حديد              | وزير الإعمار بالوكالة خلفا للسيد فؤاد الركابي                                             |
| وزير الخارجية            | الدكتور عبد الجبار الجومرد   | قدم استقالته في 3 شباط 1959 وقبلت في 7 شباط 1959 ونشرت في الجريدة الرسمية في 10 شباط 1959 |
| وزير العدلية             | السيد مصطفى علي              | -                                                                                         |
| وزير الاقتصاد            | الدكتور إبراهيم كبة          | -                                                                                         |
| وزير التربية والتعليم    | السيد هديب الحاج حمود        | بالوكالة ووزير الزراعة                                                                    |
| وزير الشؤون الاجتماعية   | الزعيم الركن ناجي طالب       | قدم استقالته في 2 شباط 1959 وقبلت في 7 شباط 1959 ونشرت في الجريدة الرسمية في 10 شباط 1959 |
| وزيرا المواصلات والأشغال | السيد بابا علي الشيخ محمود   | قدم استقالته في 3 شباط 1959 وقبلت في 7 شباط 1959 ونشرت في الجريدة الرسمية في 10 شباط 1959 |
| وزير الإرشاد             | السيد محمد صديق شنشل         | قدم استقالته في 3 شباط 1959 وقبلت في 7 شباط 1959 ونشرت في الجريدة الرسمية في 10 شباط 1959 |
| وزير الإعمار             | السيد محمد حديد              | بالوكالة                                                                                  |
| وزير الصحة               | الدكتور محمد صالح محمود      | قدم استقالته في 3 شباط 1959 وقبلت في 7 شباط 1959 ونشرت في الجريدة الرسمية في 10 شباط 1959 |
| وزير الزراعة             | السيد هديب الحاج حمود        | شغل منصب وزير التربية والتعليم ابتداء من 30 أيلول 1958 خلفا للدكتور جابر عمر              |
| وزير الدولة              | فؤاد الركابي                 | قدم استقالته في 3 شباط 1959 وقبلت في 7 شباط 1959 ونشرت في الجريدة الرسمية في 10 شباط 1959 |

## التعديل الوزاري الثاني
أجري التعديل الوزاري الثاني بعد استقالات الوزراء الستة في 7 شباط 1959 بسبب حكم الإعدام على عبد السلام عارف، وكانت الوزارة كما يلي:
| الوزارة                 | الوزير                             | الملاحظات |
| ----------------------- | ---------------------------------- | --- |
| وزير الدفاع             | الزعيم الركن عبد الكريم قاسم       | رئيس الوزراء ووزير الدفاع بالوكالة |
| وزير الداخلية           | الزعيم الركن أحمد محمد يحيى        | - |
| وزير المالية            | السيد محمد حديد                    | وزير الإعمار بالوكالة خلفا للسيد فؤاد الركابي |
| وزير الخارجية           | السيد هاشم جواد                    | خلفا للدكتور عبد الجبار الجومرد |
| وزير العدلية            | السيد مصطفى علي                    | - |
| وزير الاقتصاد           | الدكتور إبراهيم كبة                | - |
| وزير المعارف            | الزعيم الركن محيي الدين عبد الحميد | خلفا للسيد هديب الحاج حمود وزير الزراعة الذي كان يشغل المنصب بالوكالة                                                                                       |
| وزير الشؤون الاجتماعية  | الزعيم الركن عبد الوهاب الأمين     | خلفا للزعيم الركن ناجي طالب |
| وزير المواصلات والأشغال | السيد حسن الطالباني                | خلفا للسيد بابا علي الشيخ محمود |
| وزير الإرشاد            | السيد حسين جميل                    | خلفا للسيد محمد صديق شنشل، استقال في 10 شباط 1959 احتجاجا على قرار الحاكم العسكري العام الزعيم الركن أحمد صالح العبدي بإلغاء قراره بتعطيل جريدة اتحاد الشعب |
| وزير الإعمار            | الدكتور طلعت الشيباني              | خلفا السيد محمد حديد وزير المالية الذي كان يشغل المنصب بالوكالة                                                                                             |
| وزير الصحة              | الدكتور محمد عبد الملك الشواف      | خلفا للدكتور محمد صالح محمود |
| وزير الزراعة            | السيد هديب الحاج حمود              | - |
| وزير الدولة             | فؤاد عارف                          | ثم وزير للإرشاد خلفا للسيد حسين جميل الذي استقال في 10 شباط 1959                                                                                            |

## التعديل الوزاري الثالث
أجري التعديل الوزاري الثالث في 13 تموز 1959، وبموجب هذا التعديل ألغيت وزارات الاقتصاد والإعمار واستحدثت وزارة التخطيط ووزارة البلديات ووزارة النفط ووزارة الأشغال والإسكان ووزارة الإصلاح الزراعي ووزارة التجارة ووزارة الصناعة كما استبدلت أسماء وزارة التربية والتعليم بوزارة المعارف ووزارة العدلية بوزارة العدل ووزارة المواصلات والأشغال بوزارة المواصلات، وكانت الوزارة كما يلي:
| الوزارة                | الوزير                             | الملاحظات |
| ---------------------- | ---------------------------------- | --- |
| وزير الدفاع            | الزعيم الركن عبد الكريم قاسم       | رئيس الوزراء ووزير الدفاع بالوكالة                                                                                           |
| وزير الداخلية          | الزعيم الركن أحمد محمد يحيى        | وكذلك وزير الإصلاح الزراعي بالوكالة بعد إعفاء السيد إبراهيم كبة في 16 شباط 1960                                              |
| وزير المالية           | السيد محمد حديد                    | وزير الصناعة بالوكالة. استقال في 3 آذار 1960 ليخلفه وزير الخارجية هاشم جواد في المنصب بالوكالة                               |
| وزير الخارجية          | السيد هاشم جواد                    | وزير المالية بالوكالة بعد استقالة السيد محمد حديد في 3 آذار 1960                                                             |
| وزير التخطيط           | السيد طلعت الشيباني                | بدلا من منصب وزير الإعمار، ثم أيضا وزير النفط بالوكالة ابتداء من 16 شباط 1960                                                |
| وزير النفط             | السيد إبراهيم كبة                  | بالوكالة، ثم شغل المنصب بالوكالة وزير التخطيط طلعت الشيباني من 16 شباط 1960                                                  |
| وزير العدل             | السيد مصطفى علي                    | - |
| وزير التجارة           | السيد عبد اللطيف الشواف            | الاقتصاد سابقا |
| وزير المعارف           | الزعيم الركن محيي الدين عبد الحميد | - |
| وزير الشؤون الاجتماعية | الزعيم الركن عبد الوهاب الأمين     | وزير الزراعة بالوكالة بعد إعفاء السيد هديب الحاج حمود في 5 كانون الثاني 1960                                                 |
| وزيرة البلديات         | الدكتورة نزيهة الدليمي             | أول وزيرة في تاريخ العراق |
| وزير الأشغال والإسكان  | السيد عوني يوسف                    | - |
| وزير الإرشاد           | الدكتور فيصل السامر                | - |
| وزير الصحة             | الدكتور محمد عبد الملك الشواف      | - |
| وزير الزراعة           | السيد هديب الحاج حمود              | أعفي في 5 كانون الثاني 1960 بناء على طلبه وأسندت الوزارة بالوكالة إلى الزعيم الركن عبد الوهاب الأمين وزير الشؤون الاجتماعية. |
| وزير الإصلاح الزراعي   | السيد إبراهيم كبة                  | أعفي في 16 شباط 1960 من المنصب ليخلفه الزعيم الركن أحمد محمد يحيى وزير الداخلية بوكالة وزارة الاصلاح الزراعي                 |
| وزير الصناعة           | محمد حديد                          | بالوكالة ووزير المالية |

## التعديل الوزاري الرابع
أجري التعديل الوزاري الرابع في 3 آذار 1960، وكانت الوزارة كما يلي:
| الوزارة                | الوزير                             | الملاحظات                                                                      |
| ---------------------- | ---------------------------------- | ------------------------------------------------------------------------------ |
| وزير الدفاع            | الزعيم الركن عبد الكريم قاسم       | رئيس الوزراء ووزير الدفاع بالوكالة                                             |
| وزير الداخلية          | الزعيم الركن أحمد محمد يحيى        | وكذلك وزير الإصلاح الزراعي بالوكالة                                            |
| وزير المالية           | السيد هاشم جواد                    | بالوكالة ووزير الخارجية. شغل المنصب في 3 آذار 1960 بعد استقالة السيد محمد حديد |
| وزير الخارجية          | السيد هاشم جواد                    | وزير المالية بالوكالة بعد استقالة السيد محمد حديد في 3 آذار 1960               |
| وزير التخطيط           | السيد طلعت الشيباني                | وزير النفط بالوكالة                                                            |
| وزير النفط             | السيد طلعت الشيباني                | بالوكالة ابتداء من 16 شباط 1960، وكذلك وزير التخطيط                            |
| وزير العدل             | السيد مصطفى علي                    | -                                                                              |
| وزير التجارة           | السيد عبد اللطيف الشواف            | الاقتصاد سابقا                                                                 |
| وزير المعارف           | الزعيم الركن إسماعيل العارف        | خلفا للزعيم الركن محيي الدين عبد الحميد الذي صار وزيرا للصناعة                 |
| وزير الشؤون الاجتماعية | الزعيم الركن عبد الوهاب الأمين     | وزير الزراعة بالوكالة، خلفه بالمنصب السيد حسن الطالباني في 21 تشرين الأول 1960 |
| وزيرة البلديات         | السيد عباس البلداوي                | خلفا للدكتورة نزيهة الدليمي                                                    |
| وزير الأشغال والإسكان  | السيد عوني يوسف                    | -                                                                              |
| وزير الإرشاد           | الدكتور فيصل السامر                | -                                                                              |
| وزير الصحة             | الدكتور محمد عبد الملك الشواف      | -                                                                              |
| وزير الزراعة           | الزعيم الركن عبد الوهاب الأمين     | بالوكالة ووزير الشؤون الاجتماعية، خلفه فؤاد عارف في 22 تشرين الأول 1960        |
| وزير الإصلاح الزراعي   | الزعيم الركن أحمد محمد يحيى        | -                                                                              |
| وزير الصناعة           | الزعيم الركن محيي الدين عبد الحميد | خلفا لمحمد حديد                                                                |
| وزير الدولة            | نزيهة الدليمي                      | وزيرة البلديات سابقا، أعفيت من المنصب في 15 تشرين الثاني 1960                  |

## التعديل الوزاري الخامس
أجري التعديل الوزاري الخامس في 15 تشرين الثاني 1960، وكانت الوزارة كما يلي:
| الوزارة                | الوزير                                | الملاحظات |
| ---------------------- | ------------------------------------- | --- |
| وزير الدفاع            | الزعيم الركن عبد الكريم قاسم          | رئيس الوزراء ووزير الدفاع بالوكالة                                                                                                   |
| وزير الداخلية          | الزعيم الركن أحمد محمد يحيى           | وكذلك وزير الإصلاح الزراعي بالوكالة                                                                                                  |
| وزير المالية           | السيد مظفر حسين جميل                  | خلفا للسيد هاشم جواد |
| وزير الخارجية          | السيد هاشم جواد                       | - |
| وزير التخطيط           | السيد طلعت الشيباني                   | وكيل النفط بالوكالة |
| وزير النفط             | السيد طلعت الشيباني ثم محمد سلمان حسن | في 9 كانون الأول سنة 1960، عين السيد محمد سلمان حسن بمنصب وزير النفط خلفا لوزير التخطيط طلعت الشيباني الذي كان يشغل المنصب بالوكالة. |
| وزير العدل             | السيد مصطفى علي                       | - |
| وزير التجارة           | السيد ناظم الزهاوي                    | خلفا للسيد عبد اللطيف الشواف الذي صار محافظا للبنك المركزي                                                                           |
| وزير المعارف           | الزعيم الركن إسماعيل العارف           | |
| وزير الشؤون الاجتماعية | حسن الطالباني                         | خلفا للزعيم عبد الوهاب الأمين |
| وزير البلديات          | السيد عباس البلداوي                   | - |
| وزير الأشغال والإسكان  | السيد حسن رفعت                        | خلفا للسيد عوني يوسف |
| وزير الإرشاد           | الدكتور فيصل السامر                   | - |
| وزير الصحة             | الدكتور محمد عبد الملك الشواف         | - |
| وزير الزراعة           | فؤاد عارف                             | بالوكالة |
| وزير الإصلاح الزراعي   | الزعيم الركن أحمد محمد يحيى           | - |
| وزير الصناعة           | الزعيم الركن محيي الدين عبد الحميد    | خلفا لمحمد حديد |

## التعديل السادس
في عام 1961، تبدل 3 وزراء، فكانت الوزارة كما يلي:
| الوزارة                | الوزير                             | الملاحظات                                                                             |
| ---------------------- | ---------------------------------- | ------------------------------------------------------------------------------------- |
| وزير الدفاع            | اللواء الركن عبد الكريم قاسم       | رئيس الوزراء ووزير الدفاع بالوكالة                                                    |
| وزير الداخلية          | الزعيم الركن أحمد محمد يحيى        | وكذلك وزير الإصلاح الزراعي بالوكالة                                                   |
| وزير المالية           | السيد مظفر حسين جميل               | -                                                                                     |
| وزير الخارجية          | السيد هاشم جواد                    | -                                                                                     |
| وزير التخطيط           | السيد طلعت الشيباني                | -                                                                                     |
| وزير النفط             | السيد محمد سلمان حسن               | -                                                                                     |
| وزير العدل             | السيد رشيد محمود طه الرفاعي        | خلفا للسيد مصطفى علي الذي استقال لأسباب صحية                                          |
| وزير التجارة           | السيد ناظم الزهاوي                 | -                                                                                     |
| وزير المعارف           | الزعيم الركن إسماعيل العارف        | -                                                                                     |
| وزير الشؤون الاجتماعية | حسن الطالباني                      | بالوكالة ووزير المواصلات                                                              |
| وزير المواصلات         | السيد حسن الطالباني                | وزير الشؤون الاجتماعية بالوكالة                                                       |
| وزير البلديات          | السيد باقر الدجيلي                 | ابتداء من 15 أيار 1961 بدلا عن السيد عباس البلداوي الذي استقال لأسباب صحية            |
| وزير الأشغال والإسكان  | السيد حسن رفعت                     | -                                                                                     |
| وزير الإرشاد           | الزعيم الركن إسماعيل العارف        | وزير المعارف، شغل المنصب بالوكالة خلفا للدكتور فيصل السامر الذي نقل إلى السلك الخارجي |
| وزير الصحة             | الدكتور محمد عبد الملك الشواف      | -                                                                                     |
| وزير الزراعة           | عادل جلال إسماعيل الكوركش          | ابتداء من بعد أن كان يشغلها بالوكالة وزير الدولة فؤاد عارف.                           |
| وزير الإصلاح الزراعي   | الزعيم الركن أحمد محمد يحيى        | -                                                                                     |
| وزير الصناعة           | الزعيم الركن محيي الدين عبد الحميد | -                                                                                     |
| وزير الدولة            | فؤاد عارف                          | -                                                                                     |

واستقرت الحكومة على هذه التشكيلة حتى سقوطها في 8 شباط 1963.